# Про національну пиху великоросів
Про національну пиху великоросів — стаття Леніна. Написана у грудні 1914 року у Швейцарії  . Опубліковано в газеті «Соціал-демократ», 12, №35 . Поряд із статтями «Критичні нотатки з національного питання» та «Про право націй на самовизначення» ця стаття викладає погляди Леніна на національне питання в Росії та Європі, у зв'язку з Першою світовою війною.

## Основні ідеї
Стаття була написана на початку Першої світової війни в ході полеміки з політичними противниками Леніна у власній партії РСДРП, які дорікали йому за відсутності патріотизму та любові до своєї вітчизни.

Сформульовано революційно-демократичну точку зору на національне питання:.
Чи нам, великоросійським свідомим пролетаріям, відчутно національної гордості? Звичайно, ні! Ми любимо свою мову та свою батьківщину, ми найбільше працюємо над тим, щоб її трудящі маси (тобто 9/10 її населення) підняти до свідомого життя демократів та соціалістів. (Калтахчян, 1989, с. 257.)
Ми сповнені почуття національної гордості, і саме тому ми особливо ненавидимо своє рабське минуле (коли поміщики-дворяни вели на війну мужиків, щоб душити свободу Угорщини, Польщі, Персії, Китаю) і своє рабське сьогодення, коли ті ж поміщики, які допомагабть капіталістам, ведуть нас на війну, щоб душити Польщу та Україну, щоб тиснути демократичний рух у Персії та Китаї, щоб посилити зграю Романових, Бобринських, Пуришкевичів, ганьблячу нашу російську національну гідність. Ніхто не винен у тому, якщо він народився рабом; але раб, який не тільки цурається прагнень до своєї свободи, але виправдовує і прикрашає своє рабство (наприклад, називає удушення Польщі, України і т. д. «захистом вітчизни» великоросів), такий раб викликає законне почуття обурення, презирства і огиди і є холуєм  та хамом.

Наводиться думка Фрідріха Енгельса з національного питання:
Не може бути вільний народ, який гнітить чужі народи  (Енгельс, 1957, с.509)

Викладено програму партії більшовиків з національного питання:
І ми, великоросійські робітники, повні почуття національної гордості, хочемо будь-що-будь вільної і незалежної, самостійної, демократичної, республіканської, гордої Великоросії, що будує свої стосунки до сусідів на людському принципі рівності, а не на принижуючий велику націю кріпосницькому принципі. (Ленін, 1985, с. 84).
Інтерес (не по-холопськи) зрозумілою національної гордості великоросів збігається з соціалістичним інтересом великоросійських (і всіх інших) пролетарів.

Ленін також відзначає величезне економічне значення скасування національного придушення в Росії:
А економічне процвітання та швидкий розвиток Великоросії потребує звільнення країни від насильства великоросів над іншими народами. (Ленін, 1985, с. 84)

## Оцінки часів СРСР
«Енциклопедичний словник» зазначає, що у статті Леніна « дано програмні положення про те, як розуміють патріотизм, національну гордість передові російські пролетарі». Він « проявляється в беззавітній героїчній боротьбі за порятунок своєї Батьківщини від гніту експлуататорських класів, від неволі, у самовідданій боротьбі за щастя свого народу», а « гаряча любов робітників до своєї Батьківщини » у такому патріотизмі « нерозривно пов'язана зі священною ненавистю до її поневолювачів ». Також відзначається гордість Леніна за те, що робітничому класу в Росії випала « почесна історична роль авангарду у визвольній боротьбі людства » і звертається увага на думку Леніна « боротьба партії більшовиків за соціалізм відповідає корінним інтересам Росії » і « правильно зрозумілі національні інтереси російських пролетарів» із соціалістичними інтересами робітничого класу всіх країн »  .
«Короткий словник з наукового комунізму» зазначає, що « стаття висловлює методологію аналізу класового, конкретно-історичного змісту патріотизму робітничого класу, його єдність із пролетарським інтернаціоналізмом »  .